# Melik-šáh I.
Melik-šáh I. (1055 – 19. listopadu 1092) celým jménem Muizz ad-Dunya wa ad-Din Jalal ad-Dawlah Hasan Malik-Shah ibn Muhammad byl třetím a nejvýznamnějším seldžuckým sultánem. Byl následovníkem svého otce Alp-Arslana a za jeho vlády dosáhla Seldžucké říše své největší rozlohy. S pomocí svého vezíra Nizam al-Mulka, kterým byl vychováván již od raného dětství, vládl až do své smrti otrávením v roce 1092.

## Nástup k moci
Po smrti svého otce Alp-Arslana se stal jeho nástupcem. Již na začátku jeho vlády se začaly projevovat slabiny ve správě říše, na něž poukazuje Nizam al-Mulk ve své knize Siasat-Name ("Pojednání o politice"). Na mnoha místech začaly propukat vzpoury za účelem osamostatnění území. Správce Samarkandu obsadil Tirmiz, kde porazil seldžucké vojsko. Ghaznovec Ibrahim s jeho pomoci dokonce zajal Melik-šáhova strýce Džumúštagína. Snad nejnebezpečnější bylo povstání Melik-šáhova strýce Kávurta z Kermánu, který měl za cíl zmocnit se celé říše a za tím účelem vytáhl na Rej. Melik-šáh se s jeho armádou střetl u Hamadánu a jeho vojsko rozehnal. Kávurt byl zajat a popraven a jeho dva synové Amírán-šáh a Soltán-šáh oslepeni. V potlačení tohoto povstání sehrál zásadní roli Nizam al-Mulk, díky čemuž svou rozvahou a statečností zapůsobil na sultána natolik, že mu byl propůjčen titul 'atabeg' přičemž k němu Melik-šáh pronesl tato slova: "Svěřil jsem ti veškeré záležitosti, od malých po velké, od této chvíle jsi mým otcem".

## Vláda
V roce 1075 umírá abásovský chálífa al-Ka'im a jeho nástupcem se stal al-Muktadí, toho využil Fátimovský al-Mustansir k dobytí Mekky a později i Damašku. Sultán Melik-šáh projevil ambici v budoucnu spojit chálífát a sultanát tím, že svou dceru provdal za mladého Abbásovce, který ale krátce po svatbě zemřel. V roce 1076 Seldžukovci získávají zpět Mekku. V době kdy propukly vnitřní nepokoje v karachánovské říši, rozhodl se Melik-šáh zasáhnout. Vytáhl s vojskem a vpadl do Transoxanie. Seldžucká vojska ovládla území až ke Kašgharu. Dále ke své říši připojil území severozápadního Íránu a jižní Kavkaz. V Anatolii pokračovali v expanzi synové Melik-šáhova strýce Kutalmıše - Sulejman-šáh I. a Mensúr, a takto dobyli území sahající skoro k Cařihradu. Po připojení těchto západních oblastí se chtěli osamostatnit a sami vládnout. V těchto snahách jim však sultán zabránil.

## Smrt
Poslední léta vlády sultána Melik-šáha jsou zároveň počátkem úpadku vlády Seldžuků. Türkan hatun („hatun - manželka panovníka“), jedna z manželek sultána získala vysoké postavení, jež jí umožňovalo podílet se na Melik-šáhových rozhodnutích, a snažila se na místo Nizam al-Mulka dosadit svého služebníka Tádž al-Mulka. Po smrti jejího nejstaršího syna chtěla prosadit za nástupce trůnu svého druhorozeného syna Mahmúda. Proti tomu vystoupil Nizam al-Mulk. 14. října 1092 byl Nizam al-Mulk zavražděn příslušníkem extrémistické ší'itské sekty asasínů. Po smrti Nizam al-Mulka se Melik-šáh vypravil do Bagdádu a jmenoval do funkce nového vezíra Tádž al-Mulka. Necelý měsíc po té sultán onemocněl a ve věku 37 let zemřel (19. listopad 1092). Je pravděpodobné že byl otráven Nizam al-Mulkovými příznivci, kteří se nesmířili s jeho rozhodnutím jmenovat do funkce Tádž al-Mulka.